# Anna Iegorova
Pour les articles homonymes, voir Iegorova.
Anna Alexandrovna Iegorova ou Egorova (en russe : Анна Александровна Егорова), épouse Timofeïeva (Тимофеева), née le 23 septembre 1916 près de Kouvchinovo (aujourd'hui oblast de Tver) et morte le 29 octobre 2009  à Moscou, est une aviatrice soviétique. Elle s'illustra pendant la Seconde Guerre mondiale aux commandes d'un Iliouchine Il-2 Chtourmovik et fut distinguée par le titre de Héros de l'Union soviétique.

## Biographie
Anna Iegorova apprit à voler et devint instructeur de vol avant la guerre. Elle se porta volontaire pour le front lorsque l'Allemagne nazie envahit l'Union soviétique en juin 1941. En 1941-1942, elle effectua des missions de reconnaissance et de liaison au sein de la 130e escadrille de liaison aérienne aux commandes d'un biplan en bois, le Polikarpov Po-2. Après avoir été abattue, elle fut transférée en 1943 au 805e Régiment aérien d'attaque et effectua plus de 270 missions sur un Iliouchine Il-2 Chtourmovik, y compris des combats au-dessus de la péninsule de Taman et en Pologne.
En août 1944, au cours d'une mission contre les forces allemandes près de Varsovie, l'avion de Iegorova fut touché par des tirs de DCA, tuant le mitrailleur de queue et mettant le feu à l'appareil. Volant sur le dos à basse altitude, Iegorova fut brûlée en quittant son appareil et son parachute ne s'ouvrit que partiellement. Elle subit diverses fractures et blessures internes en atteignant le sol. Elle reçut les premiers soins de la part des Allemands qui l'avaient capturée, puis fut emmenée dans un camp de prisonniers de guerre.
En Union soviétique, Iegorova fut présumée morte et se vit attribuer à titre posthume le titre de Héros de l'Union soviétique, alors qu'elle se trouvait en réalité dans un camp de prisonniers de guerre allemand, où ses blessures étaient soignées par le docteur Gueorgui Siniakov.
Le 31 janvier 1945, les forces soviétiques libérèrent le camp de prisonniers de Küstrin, où elle était détenue. Elle fut alors arrêtée par le NKVD sur la présomption de trahison, et elle fut interrogée pendant onze jours. Selon la loi soviétique de l'époque, tout citoyen soviétique capturé vivant par l'ennemi était considéré comme un traître et passible de la peine de mort ou d'une affectation dans un bataillon disciplinaire. Grâce aux témoignages d'autres prisonniers de guerre qui se portèrent garants de ses blessures et de sa conduite, elle fut libérée, mais le soupçon pesa lourdement sur elle pendant des années. Elle fut libérée des forces aériennes soviétiques pour des raisons médicales en 1945.
En 1961, Iegorova fit l'objet d'un article dans la Literatournaïa gazeta et fut finalement décorée de la médaille de Héros de l'Union soviétique en 1965.